# Морелли, Оскар
О́скар Море́лли (исп. Oscar Morelli, настоящее имя — О́скар Бонфи́льо Мо́уетт, исп. Oscar Bonfiglio Mouett, 4 февраля 1936, Гуаймас, Сонора, Мексика — 6 июня 2005, Мехико, Мексика) — мексиканский актёр театра, кино и дубляжа. Имя Оскара Морелли вписано золотыми буквами в историю мексиканского театра и кино.

## Биография
Родился 4 февраля 1936 года в Гуамасе в семье футбольного вратаря Оскара Бонфильо и Мерседес Моуетт. После окончания школы поступил в военный колледж, но, проучившись 2 года, перевёлся в театральную академию Андреса Солера, где являлся учеником Секи Сано — мексиканского актёра, режиссёра и хореографа японского происхождения. В мексиканском кинематографе дебютировал в 1963 году и с тех пор снялся в 60 работах в кино и телесериалах. Фильм «Есения», а также телесериалы «Узурпаторша», «Личико ангела», «Мачеха» и «Наперекор судьбе» оказались наиболее популярными проектами с участием актёра.
Скончался 6 июня 2005 года, в возрасет 69 лет, в Мехико от остановки дыхания. Похоронен на кладбище Пантеон.

## Личная жизнь
Оскар Морелли был женат на актрисе Марии Эухении Риос, которая родила ему четверых детей — троих сыновей, Андреса, Оскара, Густаво, и дочь — Марию Эухению-младшую. Андрес и Оскар также стали актёрами.

## Фильмография
- Наперекор судьбе (сериал, 2005 — …) Contra viento y marea … General Valdez
- Мачеха (сериал, 2005—2007) La madrastra … Director de Cárcel
- Estúpidos, basado en hechos reales (2004) … Chico X; короткометражка
- За один поцелуй (сериал, 2000—2001) Por un beso … Don Clemente Fuentes
- Личико ангела (сериал, 2000—2001) Carita de ángel
- Друзья навеки (сериал, 2000) Amigos X siempre … Maximo
- Тюрьма 3 (1999) Reclusorio III
- Мятежная душа (сериал, 1999) Alma rebelde … Evaristo
- Мальчик, пришедший с моря (сериал, 1999) El niño que vino del mar
- В пылу злости (сериал, 1998) Rencor apasionado … Ernesto
- Узурпаторша (сериал, 1998 — …) La usurpadora … Judge Castro
- El caporal (1997) … Omar
- Ураган (сериал, 1997) Huracán … Don Mariano
- Навсегда (сериал, 1996) Para toda la vida … Padre Cristóbal
- Виновность (сериал, 1996) La culpa … Lic. Salgado
- Зов крови (1996) El llamada de la sangre
- Мария Хосе (сериал, 1995) María José … Mauro
- Полет орлицы (сериал, 1994) El vuelo del águila … Ignacio Martínez Pinillos
- Repartidores de muerte (1993) … Manoel Razo
- El gato con gatas (1992) … Roque
- Judicial pero honrado (1991) … (в титрах: Oscar Moreli)
- Сила любви (сериал, 1990) La fuerza del amor … Damián (1990)
- Transplante a la mexicana (1990) … Tres Guerras (в титрах: Óscar Moreli)
- Цветок и корица (сериал, 1989) Flor y canela … Manuel
- Умираю, чтобы жить (сериал, 1989) Morir para vivir
- Pobres ricos (1989)
- Я не верю мужчинам (сериал, 1988—1991) Yo no creo en los hombres … Lic. Salas
- Тихая любовь (сериал, 1987—1988) Amor en silencio … Julián
- Женщина, случаи из реальной жизни (сериал, 1985 — …) Mujer, casos de la vida real
- Гваделупе (сериал, 1984) Guadalupe … Leopoldo
- Todo un hombre (1983)
- Девушка из предместья (сериал, 1979) (ремейк телесериала Мария из предместья (1995)) Muchacha de barrio … Eugenio
- Договор любви (сериал, 1977) Pacto de amor
- Продолжение войны (1976) Longitud de guerra
- Палома (сериал, 1975) Paloma … Lic. Gil
- Un amor extraño (1975) … Arquitecto Andrés Valdés
- La mafia amarilla (1975)
- Треугольник (сериал, 1974) La tierra … Ornelas, (1974)
- Гиена (сериал, 1973) La hiena … Coronel Pedro Montero
- Те годы (1973) Aquellos años … Gen. Leandro Valle
- Учительница (сериал, 1971) La maestra
- Есения (1971) Yesenia
- Музыкант (сериал, 1970) El mariachi … El Tacon
- Эмилиано Сапата (1970) Emiliano Zapata
- Quinto patio (1970) … Gregorio
- Конституция (сериал, 1970) La constitución
- Ты — моя судьба (сериал, 1969) Tú eres mi destino
- Blue Demon contra las invasoras (1969)
- Cuatro hombres marcados (1968)
- María Isabel (1968) … Leobardo Rangel (в титрах: Óscar Moreli)
- Фелипа Санчес, сварщица (сериал, 1967) Felipa Sanchez, la soldadera … Anselmo (1967)
- La guerrillera de Villa (1967)… Capitán
- Мария Исабель (сериал, 1966) Maria Isabel … Leobardo (1966)
- Жизненный аргумент (сериал, 1966) La razón de vivir
- Головокружение (сериал, 1966) Vértigo
- La recta final (1966) … Claudio Fabre
- Los tres farsantes (1965) … Pablo Neira (эпизод El Erudito)
- El juicio de Arcadio (1965)
- Canción del alma (1964) … Raul
- Неприкаянные сердца (сериал, 1963) La mesera … Pepe